# Dolu Kadehi Ters Tut
Dolu Kadehi Ters Tut ist eine türkische Alternative-Rock-Band, die gleichzeitig mit Elementen des Pop-Rocks arbeitet. Sie wurde im Jahr 2014 gegründet.

## Geschichte
Im Jahr 2015 erschien das Debütalbum Polonya'nın Başı Belada. Vor allem die Single-Auskopplung Yapma N'olursun wurde sehr erfolgreich.
Mit dem im Jahr 2019 veröffentlichten Album Karanlık konnte die Band an den Erfolg anknüpfen. Hits wurden unter anderem die Songs Gitme und Madem.
Die Single Neyin Nesi von 2020 wurde ebenfalls bekannt.
Es entstanden zudem Kollaborationen mit Musikern wie Deniz Tekin, Canozan, Sedef Sebüktekin oder Dilan Balkay.

## Diskografie

### Alben
- 2015: Polonya'nın Başı Belada
- 2017: Dünyanın En İyi Albümü
- 2019: Karanlık
- 2021: DKTT
- 2023: Ölüm Dansı

### Livealben
- 2018: Akustikhane – Performans Evi
- 2018: Akustik Takılmacalar
- 2021: Live Session

### Remixalben
- 2020: Remix Takılmacalar

### EPs
- 2023: Ölüm Dansı: Kısım 1
- 2023: DKTT Versions

### Singles
| - 2016: Aldattın Mı - 2016: Yapma N'olursun - 2016: #22 - 2017: Unut Ama Sev - 2017: Anamız Babamız Yok Deriz - 2017: Tehlikeli İkilem - 2017: Aldattım - 2017: Evim - 2017: Belki (mit Deniz Tekin & Canozan) - 2018: Aklım Hep Firarda (mit Canozan) - 2018: Siz Bana Aldırmayın (mit Dilan Balkay) - 2018: Anlamı Yok - 2018: Yardım Et - 2019: Beyler - 2019: Gitme (mit Sedef Sebüktekin) - 2019: Karanlık - 2019: Madem - 2019: Yalan - 2019: #24 - 2020: Kaçar Gider - 2020: Duvar - 2020: Neyin Nesi | - 2020: #25 - 2021: Islansın - 2021: Yangın - 2021: Bu Bok - 2021: Yoksun - 2021: Zor (mit Dilan Balkay) - 2021: Öylece Durdun - 2021: Yüksek (mit Seda Erciyes) - 2022: Hiç İyi Değilim - 2022: #27 - 2022: Bir Bildiğin Vardır - 2022: Sana Bu Kadar Uzakken - 2022: Bayılırız Deliliğe (mit Ozbi) - 2023: Olabilirdik (mit Selin) - 2024: Dilerim Ki - 2024: Ölene Dek (mit Canozan) - 2024: Yan Yana - 2024: Yandım - 2025: Tekrardan (mit Sedef Sebüktekin) - 2025: Cambaz - 2025: Karanlığım Sendin (mit Selin) - 2025: Sahte Dualar |

Quelle: